# Trouble No More
Trouble No More è il diciottesimo album discografico in studio del cantante statunitense John Mellencamp, pubblicato nel 2003. 

## Tracce
1. Stones in My Passway (Robert Johnson)
2. Death Letter (Son House)
3. Johnny Hart (Woody Guthrie)
4. Baltimore Oriole (Hoagy Carmichael/Paul Francis Webster)
5. Teardrops Will Fall (Allard/Smith)
6. Diamond Joe (tradizionale, con testo di Mellencamp)
7. The End of the World (Sylvia Dee/Kent)
8. Down in the Bottom (Willie Dixon)
9. Lafayette (Lucinda Williams)
10. Joliet Bound (Kansas Joe McCoy/Memphis Minnie)
11. John the Revelator (tradizionale)
12. To Washington (tradizionale, con testo di Mellencamp)